# Hieroglyfpraktmal
Hieroglyfpraktmal (Bisigna procerella) är en fjärilsart som först beskrevs av Michael Denis och Ignaz Schiffermüller 1775.  Hieroglyfpraktmal ingår i släktet Bisigna, och familjen praktmalar, (Oecophoridae). Arten är reproducerande i Sverige.

## Bildgalleri

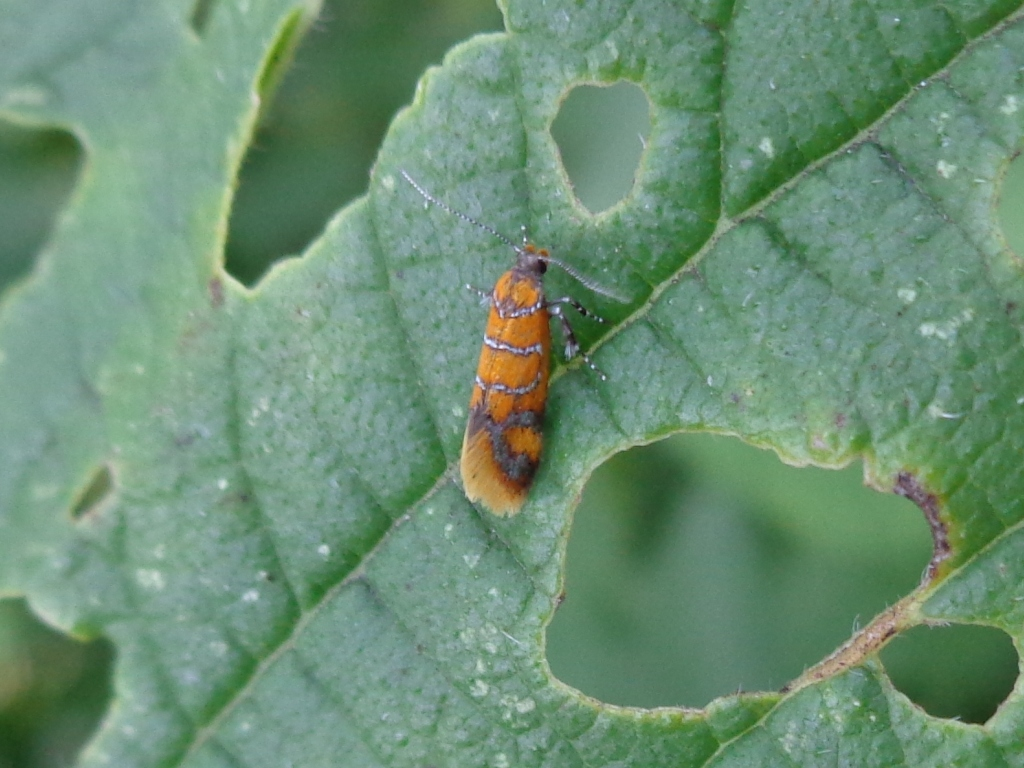
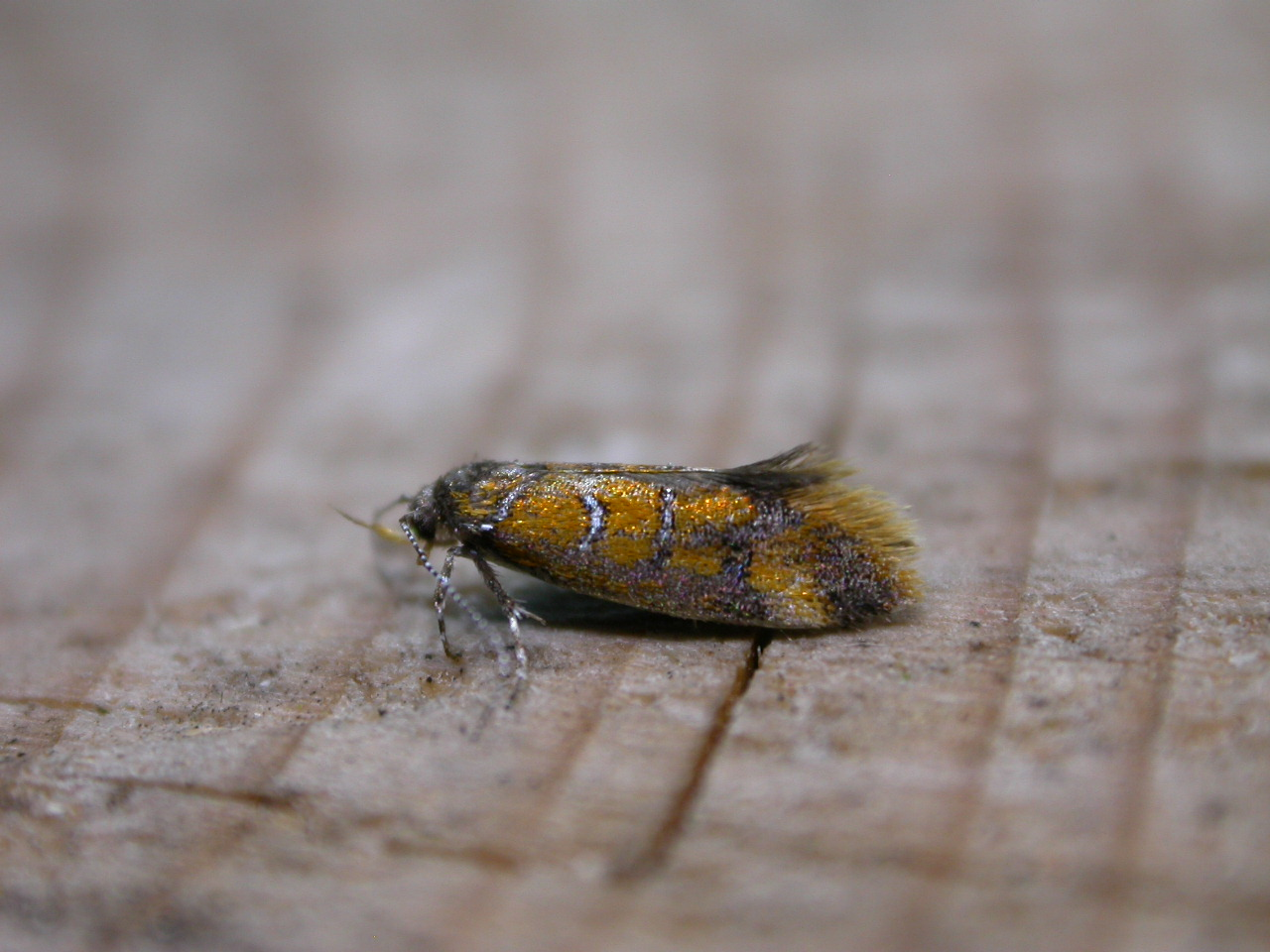